# Panský (nádraží)
Panský je dopravna D3 v jihozápadní části vesnice Panský na katastrálním území Brtníky v okrese Děčín. Leží v km 11,319 železniční trati Rumburk – Panský – Mikulášovice, na kterou v dopravně navazuje trať Krásná Lípa – Panský. Sousedními dopravnami jsou stanice Rumburk, Krásná Lípa a Mikulášovice dolní nádraží.

## Historie
Stanice Panský, tehdy s názvem Herrnwalde, byla dána do provozu 29. října 1902, tedy současně se zahájením provozu Místní dráhy Rumburk – Mikulášovice i tratě Krásná Lípa – Panský. Od roku 1947 se používá český název Panský.

## Popis dopravny
Dopravna není obsazena žádnými zaměstnanci (takový stav je minimálně od roku 2005) a je dirigována dispečerem ze stanice Mikulášovice dolní nádraží. Už v roce 1981 v Panském nefungovala výdejna jízdenek a cestující si kupovali jízdenky ve vlaku.

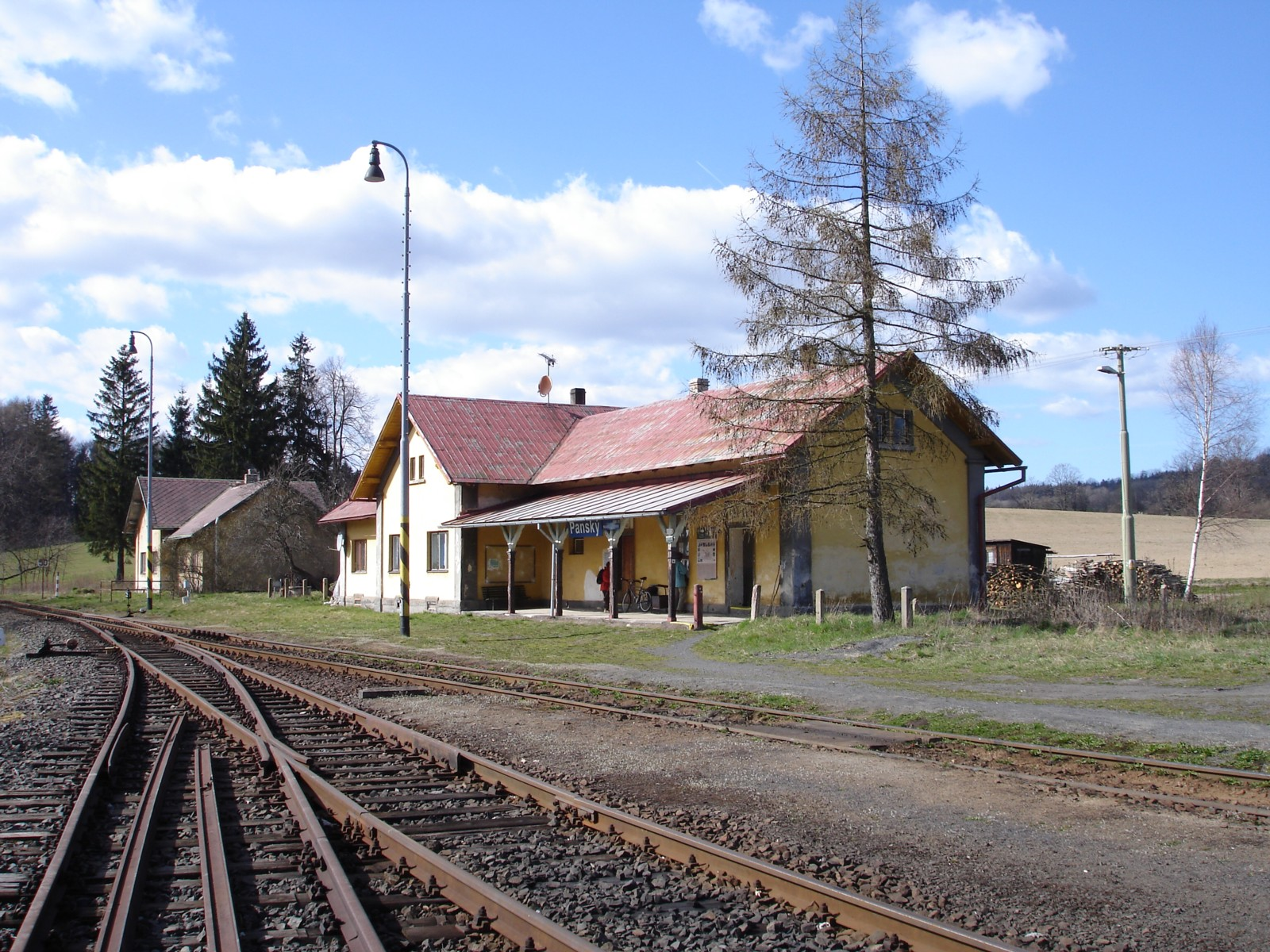
Mikulášovické zhlaví v roce 2007, ještě s výhybkou č. 2

V dopravně jsou dvě dopravní koleje, č. 1 (užitečná délka 176 m, u budovy) a č. 2 (125 m). Někdejší kolej č. 4 byla před rokem 2005 snesena a zůstala po ní jen trvale uzamčená výhybka č. 2, kterou byla kolej č. 4 napojena do koleje č. 2 na mikulášovickém zhlaví. Ale i tato výhybka byla po roce 2012 odstraněna a v roce 2023 byly v dopravně jen tři výhybky: jedna na mikulášovickém zhlaví a dvě na rumburském zhlaví. Jízda z/do Krásné Lípy je možná jen na kolej č. 2, od Rumburka a Mikulášovic dolního nádraží je možné vjíždět (resp. opačně odjíždět) na obě koleje.
Dopravna je kryta z navazujících traťových úseků lichoběžníkovými tabulkami, které jsou umístěny v km 11,222 (od Rumburka), v km 11,665 (od Mikulášovic dolního n.) a v km 0,307 (od Krásné Lípy).

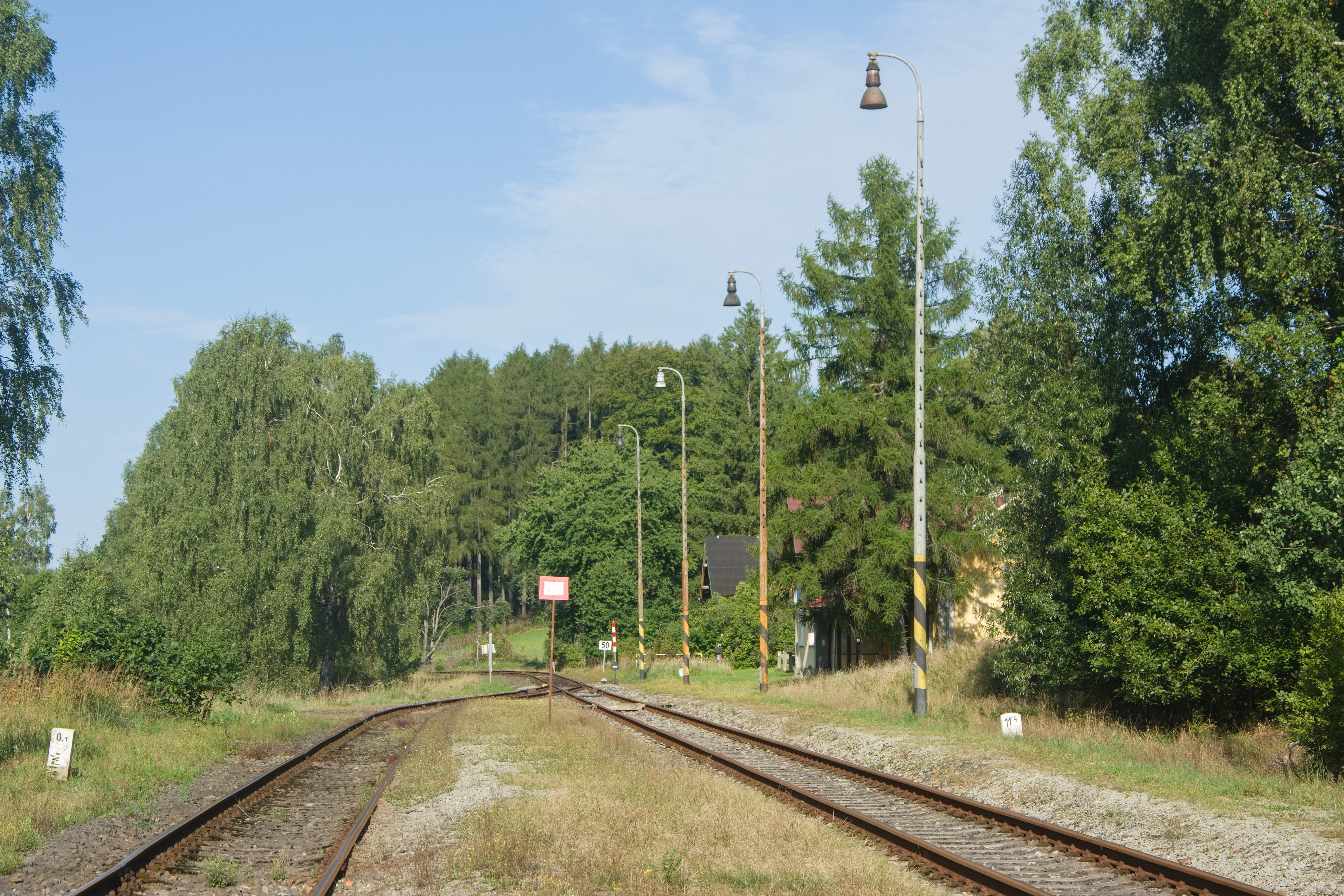
Nástupiště a mikulášovické zhlaví v roce 2023

V dopravně je u koleje č. 1 jednostranné vnější nástupiště a u koleje č. 2 jednostranné vnitřní nástupiště. Obě nástupiště mají délku 47 m a nástupní hranu ve výšce 200 mm nad temenem kolejnice.
V obvodu dopravny se na rumburském záhlaví nachází přejezd P3522. Jedná se o dvoukolejný přejezd v km 11,561 trati od Rumburka a v km 0,252 trati do Krásné Lípy. Přejezdem, který je zabezpečen výstražnými kříži, prochází polní cesta směrem na Vlčí horu.